# Semiothisa phyllis
Semiothisa phyllis là một loài bướm đêm trong họ Geometridae.